# 마타라
마타라(싱할라어: මාතර, 타밀어: மாத்தறை)는 스리랑카 남부 주 마타라구의 행정 중심지이다.